# Confiabilidade da Wikipédia
A confiabilidade da Wikipédia, em comparação com outras enciclopédias e fontes mais especializadas, é avaliada de várias formas, inclusive estatisticamente, por meio de revisões comparativas, análise dos padrões históricos, e dos pontos fortes e fracos inerentes ao processo de edição único da Wikipédia. Uma vez que ela é aberta à edição colaborativa e anônima, a avaliação de sua confiabilidade geralmente inclui o exame de quão rapidamente é feita a remoção de informações falsas ou enganosas.

## Aspectos gerais
A confiabilidade da Wikipédia diz respeito à validade, verificabilidade e veracidade do site e seu modelo de edição gerado pelo usuário. Ele é escrito e editado por editores voluntários que geram conteúdo online com a supervisão editorial de outros editores voluntários por meio de políticas e diretrizes geradas pela comunidade. A Wikipédia carrega o aviso geral de que pode ser "editada por qualquer pessoa a qualquer momento " e mantém um limite de inclusão de " verificabilidade, não verdade ". Este modelo de edição é altamente concentrado, já que 77% de todos os artigos são escritos por 1% de seus editores, a maioria dos quais optou por permanecer anônima.  A confiabilidade do projeto foi testada estatisticamente por meio de revisão comparativa, análise dos padrões históricos e pontos fortes e fracos inerentes ao seu processo de edição.  A enciclopédia online tem sido criticada por sua confiabilidade factual , principalmente em relação ao seu conteúdo, apresentação e processos editoriais . Estudos, pesquisas e tentativas de avaliar a confiabilidade da Wikipédia tiveram resultados mistos, com descobertas variadas e inconsistentes. A confiabilidade da Wikipédia foi frequentemente criticada nos anos 2000, mas melhorou com o tempo; foi geralmente elogiado no final dos anos 2010 e início dos anos 2020. 
Avaliações selecionadas de sua confiabilidade examinaram a rapidez com que o vandalismo – conteúdo percebido pelos editores como informação falsa ou enganosa – é removido. Dois anos após o início do projeto, em 2003, um estudo da IBM descobriu que "o vandalismo geralmente é reparado com extrema rapidez - tão rapidamente que a maioria dos usuários nunca verá seus efeitos".  A inclusão de conteúdo falso ou fabricado, às vezes, dura anos na Wikipedia devido à sua editoração voluntária.  Seu modelo de edição facilita vários vieses sistêmicos: ou seja, viés de seleção, viés de inclusão, viés de participação e viés de pensamento de grupo. A maior parte da enciclopédia é escrita por editores do sexo masculino, levando a um viés de gênero na cobertura e a composição da comunidade editorial gerou preocupações sobre viés racial, viés de produção , viés corporativo e viés nacional, entre outros.  Um viés ideológico na Wikipédia também foi identificado nos níveis consciente e subconsciente. Uma série de estudos da Harvard Business School em 2012 e 2014 considerou a Wikipedia "significativamente mais tendenciosa" do que a Encyclopædia Britannica, mas atribuiu a descoberta mais ao tamanho da enciclopédia online do que à edição tendenciosa. 
A prevalência da edição não neutra ou de conflito de interesses e o uso da Wikipedia para "edição de vingança" atraíram publicidade para a inserção de conteúdo falso, tendencioso ou difamatório em artigos, especialmente biografias de pessoas vivas.  Artigos sobre assuntos menos técnicos, como ciências sociais, humanidades e cultura, são conhecidos por lidar com ciclos de desinformação, vieses cognitivos, discrepâncias de cobertura e disputas de editores. A enciclopédia online não garante a validade de suas informações. É visto como um valioso " ponto de partida" para os pesquisadores quando eles repassam o conteúdo para examinar as referências, citações e fontes listadas. Os acadêmicos sugerem a revisão de fontes confiáveis ao avaliar a qualidade dos artigos. 
Sua cobertura de artigos médicos e científicos, como patologia,  toxicologia,  oncologia,  produtos farmacêuticos  e psiquiatria  foi comparada a fontes profissionais e revisadas por pares em um estudo da Revista Nature de 2005.  Um ano depois, a Encyclopædia Britannica contestou o estudo da Nature , cujos autores, por sua vez, responderam com uma refutação adicional. Preocupações com a legibilidade e o uso excessivo de linguagem técnica foram levantadas em estudos publicados pela American Society of Clinical Oncology (2011), Psychological Medicine (2012),  e European Journal of Gastroenterology and Hepatology (2014).  A popularidade da Wikipédia, leitores em massa e acessibilidade gratuita levaram a enciclopédia a comandar uma substancial autoridade cognitiva de segunda mão em todo o mundo. 

## Modelo de edição da Wikipédia
A Wikipédia permite edição anônima; os contribuidores não são obrigados a fornecer qualquer identificação ou um endereço de e-mail. Um estudo de 2007 no Dartmouth College da Wikipedia em inglês observou que, ao contrário das expectativas sociais usuais, os editores anônimos foram alguns dos contribuidores mais produtivos de conteúdo válido da Wikipedia.  O estudo de Dartmouth foi criticado por John Timmer do site Ars Technica por suas deficiências metodológicas. 
A Wikipédia confia na mesma comunidade para se autorregular e se tornar mais proficiente no controle de qualidade . A Wikipédia aproveitou o trabalho de milhões de pessoas para produzir o maior site baseado em conhecimento do mundo, juntamente com software para apoiá-lo, resultando em mais de dezenove milhões de artigos escritos, em mais de 280 versões de idiomas diferentes, em menos de doze anos.  Por esse motivo, tem havido um interesse considerável no projeto, tanto academicamente quanto em diversas áreas, como tecnologia da informação, negócios, gerenciamento de projetos, aquisição de conhecimento, programação de software, outros projetos colaborativos e sociologia, para explorar se o modelo Wikipédia pode produzir resultados de qualidade, o que a colaboração dessa forma pode revelar sobre as pessoas e se a escala de envolvimento pode superar os obstáculos das limitações individuais e da má redação que, de outra forma, surgiriam. 

### Verificação de fatos
A verificação de fatos da Wikipédia é o processo pelo qual os editores da Wikipédia realizam a verificação de fatos do conteúdo publicado, enquanto a verificação de fatos usando a Wikipédia é o meio para a verificação de fatos de outras publicações. O tópico mais amplo de checagem de fatos no contexto da Wikipédia também inclui a discussão cultural do lugar da Wikipédia na checagem de fatos. As principais plataformas, incluindo YouTube e Facebook, usam o conteúdo da Wikipédia para confirmar a precisão das informações em suas próprias coleções de mídia. Buscar a confiança do público é uma parte importante da filosofia de publicação da Wikipédia. 

## Avaliações

### Estudos comparativos
Em 24 de outubro de 2005, o jornal britânico The Guardian publicou uma matéria intitulada "Você pode confiar na Wikipédia?" em que um grupo de especialistas foi convidado para revisar sete verbetes relacionados com suas áreas, dando a cada um dos artigos avaliados uma nota de 0 a 10. As notas variaram de 0 a 8, mas a maioria recebeu entre 5 e 8. As críticas mais comuns foram: 
1. Texto pobre ou problemas de dificuldade de leitura (mencionada 3 vezes)
2. Omissões ou imprecisões, geralmente pequenas, porém incluindo omissões consideradas chaves em alguns artigos (mencionada 3 vezes)
3. Equilíbrio pobre, com assuntos menos importantes ganhando maior atenção e vice-versa. (mencionada uma vez) [10]

Os elogios mais comuns foram: 
1. Confiável e correta factualmente e sem imprecisões flagrantes (mencionada 4 vezes)
2. Muitas informações úteis, incluindo links bem selecionados, tornando possível "o acesso rápido a muita informação" (mencionada 3 vezes) [10]

Em dezembro de 2005 a revista Nature, da Inglaterra, realizou uma pesquisa para comparar uma amostra de artigos da Wikipédia e da Encyclopædia Britannica no tocante à sua precisão. A amostra incluía 42 artigos sobre tópicos científicos, incluindo biografias de cientistas bem conhecidos. Os artigos foram comparadas em termos de precisão por revisores acadêmicos que permaneceram anônimos - uma prática comum para a análise de artigo jornalísticos. Segundo a análise, um artigo da Wikipédia continha em média 4 incorreções factuais, omissões e afirmações falsas, enquanto que um artigo da Britannica tinha em média 3. Foram encontrados apenas 4 erros graves na Wikipédia, e 4 na Encyclopædia Britannica. A conclusão do estudo foi de que: "a Wikipédia chega perto de Britannica em termos da precisão dos artigos de ciência", embora os artigos da Wikipédia estivessem muitas vezes "mal estruturados".
A Encyclopædia Britannica expressou preocupação, levando a Nature a liberar mais documentação de seu método de pesquisa. Com base nessas informações adicionais, a Encyclopædia Britannica negou a validade do estudo da Nature, afirmando que era "fatalmente falho". Entre as críticas da Britannica estavam o uso de trechos em vez dos textos completos de alguns de seus artigos, que alguns dos trechos eram compilações que incluíam artigos escritos para a versão jovem, que a  Revista Nature não verificava as afirmações factuais de seus revisores e que muitos pontos que os revisores rotularam como erros eram diferenças de opinião editorial. 
A Enciclopédia Britannica afirmou ainda que "Embora o cabeçalho proclamasse que 'a Wikipédia se aproxima da Britannica em termos de precisão de suas entradas científicas', os números ocultos no corpo do artigo diziam exatamente o oposto: a Wikipédia, de fato, tinha um terço a mais de imprecisões do que Enciclopédia Britannica. A pesquisa da Nature exagerou grosseiramente as imprecisões da Britannica. A Nature reconheceu a natureza compilada de alguns dos extratos da Britannica, mas negou que isso invalidasse as conclusões do estudo.  A Enciclopédia Britânica também argumentou que uma análise dos erros indicava que os erros na Wikipédia eram mais frequentemente a inclusão de fatos incorretos, enquanto os erros na Britannica eram "erros de omissão", tornando "a Britannica muito mais precisa do que a Wikipédia , de acordo com os números".  Desde então, a Revista Nature rejeitou a resposta da Britannica,  afirmando que quaisquer erros por parte de seus revisores não foram tendenciosos a favor de nenhuma das enciclopédias, que em alguns casos usou trechos de artigos de ambas as enciclopédias e que a Britannica não não compartilhar preocupações particulares com a Nature antes de publicar sua refutação de "carta aberta". 
O desacordo pontual entre essas duas perpectivas que abordaram a compilação/trecho de texto e questões de tamanho de amostra foram muito pequenos - argumentou-se  para enviesar o resultado em favor da Wikipédia, versus um artigo abrangente e completo, estudo de tamanho de amostra grande favorecendo a qualidade - formato controlado da Britannica — foram repetidos em discussões on-line,  incluindo artigos citando o estudo da Revista Nature , por exemplo, onde um "desenho de estudo falho" para seleção manual de artigos/partes de artigos, a falta de estudo "estatístico" em sua comparação de 40 artigos de mais de 100.000 Britannica e mais de 1 milhão de artigos da Wikipédia em inglês e a ausência de qualquer análise estatística de estudo (por exemplo, intervalos de confiança relatados para os resultados do estudo) também foi observado. 
Em junho de 2006, Roy Rosenzweig, um professor especializado em história americana, publicou uma comparação das biografias de 25 americanos na Wikipédia com as biografias correspondentes encontradas na Encarta e na American National Biography Online. Ele escreveu que a Wikipedia é "surpreendentemente precisa em relatar nomes, datas e eventos na história dos Estados Unidos" e descreveu alguns dos erros como "crenças amplamente aceitas, mas imprecisas". No entanto, ele afirmou que a Wikipédia muitas vezes falha em distinguir detalhes importantes de triviais e não fornece as melhores referências. Ele também reclamou da falta de "análises e interpretações persuasivas e prosa clara e envolvente" da Wikipédia. 
Uma pesquisa realizada na internet foi conduzida de dezembro de 2005 a maio de 2006 por Larry Press, professor de Sistemas de Informação na California State University em Dominguez Hills, avaliou a "precisão e integridade dos artigos da Wikipédia".  Cinquenta pessoas aceitaram o convite para avaliar um artigo. Dos cinquenta, setenta e seis por cento (76%) concordaram ou concordaram fortemente que o artigo da Wikipédia era preciso, e quarenta e seis por cento (46%) concordaram ou concordaram fortemente que estava completo. Dezoito pessoas compararam o artigo que revisaram com o artigo sobre o mesmo assunto na Encyclopædia Britannica. As opiniões sobre precisão foram quase iguais entre as duas enciclopédias (6 favorecendo a Britannica, 7 favorecendo a Wikipédia, 5 afirmando que eram iguais), e onze dos dezoito (61%) acharam a Wikipédia um pouco ou substancialmente mais completa, em comparação com sete dos dezoito (39%) para Britannica . A pesquisa não tentou uma seleção aleatória dos participantes e não está claro como os participantes foram convidados. 
A revista alemã de computação "c't" realizou uma comparação entre Brockhaus Multimedial, Microsoft Encarta e Wikipedia alemã em outubro de 2004: Especialistas avaliaram 66 artigos em vários campos. Na pontuação geral, a Wikipédia foi avaliada em 3,6 de 5 pontos (B-).  Um segundo teste da revista em fevereiro de 2007 usou 150 termos de pesquisa, dos quais 56 foram avaliados de perto, para comparar quatro enciclopédias digitais: "Bertelsmann Enzyklopädie" 2007, "Brockhaus Multimedial premium" 2007, Encarta 2007 "Enzyklopädie" e Wikipédia. Concluiu: "Não encontramos mais erros nos textos da enciclopédia gratuita do que nos de seus concorrentes comerciais." 
Vendo a Wikipedia como adequada à definição dos economistas de um mercado de ideias perfeitamente competitivo, George Bragues (Universidade de Guelph-Humber), examinou os artigos da Wikipédia sobre sete importantes filósofos ocidentais: Aristóteles, Platão, Immanuel Kant, René Descartes, Georg Wilhelm Friedrich Hegel, Tomás de Aquino e John Locke . Os artigos da Wikipédia foram comparados a uma lista consensual de temas selecionados de quatro obras de referência em filosofia. Bragues descobriu que, em média, os artigos da Wikipédia cobriam apenas 52% dos temas de consenso. Nenhum erro foi encontrado, embora houvesse omissões significativas. 
A revista PC Pro (agosto de 2007) pediu a especialistas que comparassem quatro artigos (uma pequena amostra ) em seus campos científicos entre Wikipedia, Britannica e Encarta. Em cada caso, a Wikipédia foi descrita como "em grande parte sólida", "bem manuseada", "tem um bom desempenho", "boa para os fatos simples" e "amplamente precisa". Um artigo tinha "uma deterioração acentuada no final", enquanto outro tinha uma escrita "mais clara e elegante", um terceiro foi avaliado como menos bem escrito, mas mais detalhado do que seus concorrentes, e um quarto foi "mais benéfico para o estudante sério do que seus equivalentes Encarta ou Britannica". Nenhum erro grave foi observado nos artigos da Wikipédia, ao passo que erros graves foram observados em um artigo da Encarta e um da Britannica. 
Em outubro de 2007, a revista australiana PC Authority publicou um artigo sobre a precisão da Wikipédia. O artigo comparou o conteúdo da Wikipédia com outras enciclopédias online populares, como a Britannica e a Encarta . A revista pediu a especialistas que avaliassem artigos pertencentes à sua área. Um total de quatro artigos foram revisados por três especialistas. A Wikipédia era comparável às outras enciclopédias, liderando a categoria de química. 
Em dezembro de 2007, a revista alemã Stern publicou os resultados de uma comparação entre a Wikipedia alemã e a versão online da edição de 15 volumes da Brockhaus Enzyklopädie. O teste foi encomendado a um instituto de pesquisa (WIND GmbH, com sede em Colônia ), cujos analistas avaliaram 50 artigos de cada enciclopédia (cobrindo política, negócios, esportes, ciência, cultura, entretenimento, geografia, medicina, história e religião) em quatro critérios ( precisão, integridade, pontualidade e clareza) e julgou os artigos da Wikipedia como mais precisos em média (1,6 em uma escala de 1 a 6 versus 2,3 para Brockhaus , com 1 como o melhor e 6 como o pior). A cobertura da Wikipédia também foi considerada mais completa e atualizada; no entanto, Brockhaus foi considerado mais claramente escrita, enquanto vários artigos da Wikipédia foram criticados por serem muito complicados para não especialistas e muitos por serem muito longos. 
Em sua edição de abril de 2008, a revista britânica de computação PC Plus comparou a Wikipédia em inglês com as edições em DVD da World Book Encyclopedia e da Encyclopædia Britannica , avaliando para cada uma a cobertura de uma série de assuntos aleatórios. Ele concluiu: "A qualidade do conteúdo é boa em todos os três casos" e aconselhou os usuários da Wikipédia "Estejam cientes de que edições errôneas ocorrem e verifiquem qualquer coisa que pareça estranha com uma segunda fonte. Mas a grande maioria da Wikipédia está repleta de informações valiosas e informação precisa." 
Um artigo de 2008 na Reference Services Review comparou nove entradas da Wikipédia sobre tópicos históricos com suas contrapartes na Encyclopædia Britannica, The Dictionary of American History e American National Biography Online. O jornal constatou que as entradas da Wikipédia tinham uma taxa de precisão geral de 80%, enquanto as outras enciclopédias tinham uma taxa de precisão de 95 a 96%. 
Um estudo de 2010 avaliou até que ponto as páginas da Wikipédia sobre a história dos países estavam em conformidade com a política de verificabilidade do site. Constatou-se que, em contradição com essa política, muitas reivindicações nesses artigos não foram apoiadas por citações e que muitas das que foram, foram originadas na mídia popular e em sites do governo, e não em artigos de periódicos acadêmicos.  Em abril de 2011, um estudo foi publicado por Adam Brown, da Universidade Brigham Young, na revista PS Political Science & Politics , que examinou "milhares de artigos da Wikipédia sobre candidatos, eleições e cargos públicos". O estudo constatou que, embora as informações nesses artigos tendam a ser precisas, os artigos examinados continham muitos erros de omissão. 
Um estudo de 2012 de co-autoria de Shane Greenstein examinou uma década de artigos da Wikipédia sobre a política dos Estados Unidos e descobriu que quanto mais contribuidores havia para um determinado artigo, mais neutro ele tendia a ser, de acordo com uma interpretação restrita da lei de Linus.  Reavley et ai. (2012) comparou a qualidade de artigos sobre tópicos selecionados de saúde mental na Wikipedia com artigos correspondentes na Encyclopædia Britannica e um livro de psiquiatria. Eles pediram aos especialistas que classificassem o conteúdo do artigo com relação à precisão, atualização, abrangência da cobertura, referências e legibilidade. A Wikipedia teve a pontuação mais alta em todos os critérios, exceto legibilidade, e os autores concluíram que a Wikipedia é tão boa ou melhor que a Britannica e um livro-texto padrão. 
Um artigo de perspectiva de 2014 no New England Journal of Medicine examinou as páginas da Wikipedia sobre 22 medicamentos prescritos para determinar se eles foram atualizados para incluir os avisos de segurança mais recentes do FDA. Ele descobriu que 41% dessas páginas foram atualizadas dentro de duas semanas após o aviso, 23% foram atualizadas mais de duas semanas depois e os 36% restantes não foram atualizados para incluir o aviso mais de 1 ano depois, em janeiro 2014.  Um estudo de 2014 no Journal of the American Pharmacists Association examinou 19 artigos da Wikipédia sobre suplementos de ervas e concluiu que todos esses artigos continham informações sobre seus "usos terapêuticos e efeitos adversos", mas também concluiu que "vários careciam de informações sobre interações medicamentosas, gravidez e contra-indicações". Os autores do estudo, portanto, recomendaram que os pacientes não confiassem apenas na Wikipedia como fonte de informações sobre os suplementos de ervas em questão. 
Outro estudo publicado em 2014 no PLOS ONE descobriu que as informações da Wikipédia sobre farmacologia eram 99,7% precisas quando comparadas a um livro de farmacologia, e que a integridade de tais informações na Wikipedia era de 83,8%. O estudo também determinou que a integridade desses artigos da Wikipédia foi menor (68%) na categoria "farmacocinética" e maior (91,3%) na categoria "indicação". Os autores concluíram que "a Wikipédia é uma fonte precisa e abrangente de informações relacionadas a medicamentos para a educação médica de graduação". 

## Incidentes notáveis
Em 2009, de acordo com um artigo publicado pelo Irish Times, um estudante de sociologia da Universidade de Dublin, Shane Fitzgerald, assim que soube da morte do compositor francês Maurice Jarre, criou um hoax com uma citação falsa atribuída ao compositor. Logo após sua falsa edição, importantes publicações da Inglaterra, Estados Unidos, Índia e Austrália teriam reproduzido a frase. Também em 2009, a pedido do governo norte-americano, a Fundação Wikimedia apagou a informação de que o Jornalista do The New York Times sequestrado pelos Talibãs fosse simpático a eles.

### No Brasil
Em 2010, o verbete sobre Carlos Bandeirense Mirandópolis foi criado por dois advogados de São Paulo para pregar uma peça no estagiário do escritório onde trabalham. Desde então, o conteúdo do verbete passou a ser citado como se Carlos Bandeirense Mirandópolis realmente existisse. Os advogados Victor Nóbrega Luccas e Daniel Tavela Luís, criadores do verbete, justificam que o objetivo foi didático, porque o estagiário do escritório não checava a origem das informações ao fazer pesquisas jurídicas na Internet, porém os advogados não esperavam que a brincadeira tomaria uma proporção mais séria.

### Paródia da Wikipédia
Em 2009, a Desciclopédia, versão brasileira da Uncyclopedia que é uma paródia da Wikipédia foi usada para fundamentar o parecer do conselheiro Horácio Bernardes Neto, da Comissão de Inscrição do Quinto Constitucional da OAB-SP, que indeferiu a inscrição do advogado Paulo Roberto Yung para concorrer a uma vaga de desembargador no Tribunal de Justiça de São Paulo pelo quinto constitucional da OAB. O caso foi divulgado no site Consultor Jurídico, em 14 de março de 2009.

### Processo
Em 11 de setembro de 2014, uma Comissão de Sindicância Investigativa identificou um servidor público ocupante de cargo efetivo como autor das alterações dos verbetes da Wikipédia sobre Miriam Leitão e Carlos Alberto Sardenberg. Em audiência realizada no Juizado Especial Criminal de Brasília, em 20 de agosto de 2015, o servidor público aceitou a proposta de transação penal. A comprovação da obrigação, com vistas à extinção do processo por calúnia, difamação e injúria, é feita mediante relatório e folha de frequência no cartório do Juizado Especial Criminal.

### Critérios para avaliar a confiabilidade
A confiabilidade dos artigos da Wikipédia pode ser medida pelos seguintes critérios: 
- Precisão das informações fornecidas nos artigos;
- Adequação das imagens fornecidas com o artigo;
- Adequação do estilo e foco dos artigos;
- Suscetibilidade, exclusão e remoção de informações falsas;
- Abrangência, escopo e cobertura dentro dos artigos e na gama de artigos;
- Identificação de fontes de terceiros respeitáveis como citações;
- Verificabilidade de declarações de fontes respeitadas ;
- Estabilidade do conteúdo de artigos;
- Suscetibilidade ao viés editorial e sistêmico;
- Qualidade de escrita. [35]

Várias medidas externas "orientadas para o mercado" demonstram que grandes audiências confiam na Wikipédia de uma forma ou de outra. Por exemplo, "50 por cento dos médicos [americanos] relatam que consultaram ... [Wikipédia] para obter informações sobre condições de saúde", de acordo com um relatório do IMS Institute for Healthcare Informatics. 

## Opiniões técnicas

### Opinião de bibliotecários
Em uma entrevista de 2004 para o The Guardian , o autodenominado especialista em informação e consultor de Internet Philip Bradley disse que não usaria a Wikipédia e "não tinha conhecimento de um único bibliotecário que o fizesse". Ele então explicou que "o principal problema é a falta de autoridade. Com as publicações impressas, os editores precisam garantir que seus dados sejam confiáveis, pois seu sustento depende disso. Mas com algo assim, tudo isso sai pela janela". 
Em 2005, a biblioteca da Trent University em Ontárioa firmou que a Wikipédia tinha muitos artigos que são "longos e abrangentes", mas que há "muito espaço para desinformação e viés [e] muita variabilidade tanto na qualidade quanto na profundidade dos artigos". Acrescenta que a Wikipédia tem vantagens e limitações, que tem "excelente cobertura de temas técnicos" e que os artigos são "muitas vezes adicionados rapidamente e, como resultado, a cobertura de eventos atuais é bastante boa", comparando-a com fontes tradicionais que não conseguem conseguir esta tarefa. Conclui que, dependendo da necessidade, deve-se pensar criticamente e avaliar a adequação de suas fontes, "se você está procurando um fato ou uma opinião, o quão aprofundado você quer ser ao explorar um tópico, a importância da confiabilidade e precisão e a importância de informações oportunas ou recentes". 
Uma revisão de 2006 da Wikipédia por Library Journal, usando um painel de bibliotecários, "os mais duros críticos de materiais de referência, qualquer que seja seu formato", pediu a "revisores de longa data" que avaliassem três áreas da Wikipédia (cultura popular, assuntos atuais e ciência) e concluiu: "Embora haja ainda motivos para proceder com cautela ao usar um recurso que se orgulha de gerenciamento profissional limitado, muitos sinais encorajadores sugerem que (pelo menos por enquanto) a Wikipédia pode receber o selo de aprovação do bibliotecário". Um revisor que "decidiu explorar eventos históricos e atuais controversos, na esperança de encontrar abusos flagrantes" disse: "Fiquei satisfeito com a apresentação objetiva da Wikipedia de assuntos controversos", mas que "como com muita informação flutuando no ciberespaço. 
Em 2007, Michael Gorman, ex-presidente da American Library Association (ALA) afirmou em um blog da Encyclopædia Britannica que "Um professor que incentiva o uso da Wikipedia é o equivalente intelectual de um nutricionista que recomenda uma dieta constante de Big Macs com tudo" .  Information Today (março de 2006) cita a bibliotecária Nancy O'Neill (principal bibliotecária dos Serviços de Referência do Sistema de Bibliotecas Públicas de Santa Monica) dizendo que "há muito ceticismo sobre a Wikipédia na comunidade das bibliotecas", mas que "ela também admite alegremente que a Wikipédia é um bom ponto de partida para uma pesquisa. Você obtém terminologia, nomes e uma ideia do assunto." 
PC Pro (agosto de 2007) cita o chefe da Coleção Europeia e Americana da Biblioteca Britânica, Stephen Bury, afirmando que "a Wikipédia é potencialmente uma coisa boa - fornece uma resposta mais rápida a novos eventos e a novas evidências sobre itens antigos" . O artigo conclui: "Para [Bury], o problema não é tanto a confiabilidade do conteúdo da Wikipedia, mas a maneira como ele é usado." “Já se tornou o primeiro porto de escala para o pesquisador”, diz Bury, antes de observar que isso “não é necessariamente problemático, exceto quando eles não vão mais longe”. De acordo com Bury, o truque para usar a Wikipedia é entender que "só porque está em uma enciclopédia (gratuita, web ou impressa) não significa que seja verdade, peça evidências e contribua". 

#### Artigos sobre questões controversas
Um artigo de 2006 para a Canadian Library Association (CLA)  discutiu a abordagem, o processo e o resultado da Wikipédia em profundidade, comentando, por exemplo, que em tópicos controversos, "o mais notável é que os dois lados realmente se envolveram e negociaram um acordo versão do artigo com a qual ambos podem mais ou menos conviver".  O autor comenta que:
Na verdade, a Wikipédia tem mais estrutura institucional do que parece à primeira vista. Cerca de 800 usuários experientes são designados como administradores, com poderes especiais de ligar e desligar: eles podem proteger e desproteger, deletar e desfazer deletar e reverter artigos, bloquear e desbloquear usuários. Espera-se que usem seus poderes de forma neutra, formando e implementando o consenso da comunidade. O efeito de sua intervenção aparece nas páginas de discussão da maioria dos artigos controversos. A Wikipédia sobreviveu tanto tempo porque é mais fácil reverter o vandalismo do que cometê-lo... 
Shi et ai. estendeu esta análise ao discutir "A sabedoria das multidões polarizadas" em 2017 com base na análise de conteúdode todas as edições de artigos da Wikipédia em inglês relacionados a política, questões sociais e ciência desde seu início até 1º de dezembro de 2016. Isso incluiu quase 233.000 artigos, representando aproximadamente 5% da Wikipédia em inglês.  Eles escreveram: 
O discurso político [pelo menos nos Estados Unidos] tornou-se acentuadamente mais polarizado nos últimos anos... apesar da promessa inicial da rede mundial de computadores de democratizar o acesso a diversas informações, aumentar a escolha da mídia e plataformas de redes sociais... [criam] câmaras de eco que... degradam a qualidade das decisões individuais,... descartam opiniões incongruentes de identidade, estimulam e reforçam informações polarizadoras... fomentam conflitos e até mesmo tornam a comunicação contraproducente, uma vasta literatura documenta o efeito amplamente positivo que as diferenças sociais podem exercer na produção colaborativa de informações, bens e serviços. A pesquisa demonstra que indivíduos de grupos socialmente distintos incorporam diversos recursos cognitivos e perspectivas que, quando combinados cooperativamente... superam aqueles de grupos homogêneos" Por exemplo, um estudo realizado através da pontuação de qualidade de artigos da Wikipédia (em seis níveis), foi  atribuído por meio de um algoritmo de aprendizado de máquina. Eles descobriram que "artigos que atraem mais atenção tendem a ter um envolvimento mais equilibrado... [e] maior polarização está associada a maior qualidade". 